# Тянево (Добричская область)
Тянево (болг. Тянево) — село в Болгарии. Находится в Добричской области, входит в общину Добричка. Население составляет 200 человек.

## Политическая ситуация
В местном кметстве Тянево, в состав которого входит Тянево, должность кмета (старосты) исполняет Иванка Костадинова Христова (Болгарская социалистическая партия(БСП)) по результатам выборов правления кметства.
Кмет (мэр) общины Добричка — Петко Йорданов Петков (Болгарская социалистическая партия (БСП)) по результатам выборов в правление общины.